# Fukomys darlingi
Fukomys darlingi là một loài động vật có vú trong họ Bathyergidae, bộ Gặm nhấm. Loài này được Roberts mô tả năm 1895.